# István Lovrics
István Lovrics (Pécs, 6 luglio 1927 – Toronto, 13 aprile 1990) è stato un cestista ungherese.

## Carriera
Con l'Ungheria ha disputato i Giochi olimpici di Londra 1948.